# Río Claro Airport
Río Claro Airport är en flygplats i Chile.   Den ligger i provinsen Provincia de Talca och regionen Región del Maule, i den södra delen av landet, 200 km söder om huvudstaden Santiago de Chile. Río Claro Airport ligger 272 meter över havet.
Terrängen runt Río Claro Airport är platt. Närmaste större samhälle är Molina, 8,1 km norr om Río Claro Airport.
Trakten runt Río Claro Airport består till största delen av jordbruksmark. Runt Río Claro Airport är det ganska tätbefolkat, med 239 invånare per kvadratkilometer.